# Monti Lessini Durello passito
Il Monti Lessini Durello Passito è il vino risultato di una selezione di grappoli di durella lasciati in fruttaio per un minimo di 4 mesi. È un vino nel quale il tono acidulo caratteristico della varietà, stemperato dalla concentrazione degli zuccheri, assume accenti inconfondibili.
L'uva raccolta scrupolosamente, previo attento esame di adeguato indice di maturazione, viene messa ad appassire in modo naturale; tradizionalmente la pigiatura si effettua nei primi mesi dell'anno, ottenendo uno sciroppo mieloso che lentamente fermenta, per diversi mesi, in piccoli recipienti di pregiate essenze legnose. Imbottigliato l'anno dopo la pigiatura, mantiene la caratteristica freschezza acida tipica del vitigno da cui proviene. 
L'abbinamento è con i prodotti di pasticceria ma lo si raccomanda anche con i formaggi più saporiti, anche erborinati e stagionati ed in particolar modo con il morlacco, tipico formaggio delle contrade della zona.